# Oracle Developer Suite
Die Oracle Developer Suite war eine lizenzpflichtige Sammlung von Entwicklungswerkzeugen für Datenbank-basierte EDV-Anwendungen. Sie wurde von Oracle Corporation erstellt. Neben diversen Tools sind die wichtigsten Komponenten hierbei Oracle Forms für Dialogmasken und Oracle Reports für Berichte. Der aktuelle Nachfolger der Developer Suite ist die E-Business Suite.

## Geschichte
In den frühen 1990er Jahren hatte Oracle die zwei sich ergänzenden, aber völlig unterschiedlichen Tools SQL*Forms und SQL*ReportWriter. Beide waren Zeichen-basierend und es existierte eine Integration zwischen den beiden Tools, obwohl die beiden einzeln verkauft wurden. Die Entwicklerumgebung wurde mit der Zeit mehr und mehr ähnlicher, so dass sie letztendlich zu Oracle IDE fusionierten. Später wurde es zu Oracle Developer und dann zu Oracle Developer/2000 umbenannt.

## Komponenten
In der aktuellen Version Oracle Developer Suite 10g umfasste die Suite die folgenden Komponenten:
- Oracle JDeveloper (seit 2005 auch als freie integrierte Entwicklungsumgebung erhältlich)
- Oracle Forms
- Oracle Designer (Datenmodellierung)
- Oracle Software Configuration Manager
- Oracle Reports (Anwendungsentwicklung, Reporting-Tools, Erstellen automatisierter Berichte)
- Oracle Discoverer (Endanwender-Tool für relationale OLAP-Abfragen)
- Oracle Business Intelligence Beans (Java-Komponenten zur Anwendungsentwicklung im DWH- und OLAP-Bereich)